# Oxypilus descampsi
Oxypilus descampsi är en bönsyrseart som beskrevs av Roger Roy 1966. Oxypilus descampsi ingår i släktet Oxypilus och familjen Hymenopodidae. Inga underarter finns listade i Catalogue of Life.